# Ruisdonkgambiet
Het Ruisdonkgambiet is in de opening van een schaakpartij een variant in de Franse opening en het heeft de volgende beginzetten: 1.e4 e6 2.d4 d5 3.e5 c5 4.Pf3 cxd4 5.Ld3
Eco-code C 02.